# آتری (کمون)
آتری (به فرانسوی: Attray) یک کمون در فرانسه است که در canton of Outarville واقع شده‌است. آتری ۱۶٫۷۴ کیلومتر مربع مساحت دارد.